# Stefaan De Clerck
Stefaan Maria Joris Yolanda De Clerck (Kortrijk, 12 december 1951) is een Belgisch politicus voor CD&V.

## Levensloop

### Jeugd
De Clerck is een zoon van CVP-politicus en minister Albert De Clerck. Hij studeerde rechten aan de Kortrijkse universiteitscampus KULAK en aan de K.U.Leuven, en behaalde in 1975 zijn diploma als licentiaat. Hij werkte tussen 1975 en 1990 als advocaat aan de balie van Kortrijk. Hij is getrouwd met advocate Marie-Dominique De Jaegere.
De vader van Stefaan De Clerck was een neef van textielondernemer Roger De Clerck en Roularta-oprichtster Marie-Thérèse De Clerck.
Hij is vader van vijf kinderen, onder wie Felix De Clerck, schepen in Kortrijk, en Marie De Clerck, schepen in Wevelgem.

### Professionele carrière
Hij trad in de politieke voetstappen van zijn vader en was van 1988 tot 1989 kabinetsadviseur van staatssecretarissen Herman Van Rompuy en Wivina Demeester.
In oktober 1990 volgde hij Antoon Steverlynck op als lid van de Kamer van volksvertegenwoordigers voor het arrondissement Kortrijk. In de periode oktober 1990-mei 1995 had hij als gevolg van het toen bestaande dubbelmandaat ook zitting in de Vlaamse Raad. De Vlaamse Raad was vanaf 21 oktober 1980 de opvolger van de Cultuurraad voor de Nederlandse Cultuurgemeenschap, die op 7 december 1971 werd geïnstalleerd, en was de voorloper van het huidige Vlaams Parlement. In de Vlaamse Raad was hij van 1992 tot 1995 voorzitter van de commissie Buitenlandse en Europese Aangelegenheden en ondervoorzitter van de commissie Media. Na de eerste rechtstreekse verkiezingen van de regionale parlementen opteerde De Clerck voor de Kamer en werd hij herkozen voor de kieskring Kortrijk-Roeselare-Tielt. De Clerck bleef zetelen als federaal volksvertegenwoordiger tot in juli 2001, zij het met een onderbreking tussen juni 1995 en april 1998.
In juli 1995 werd hij Minister van Justitie in de regering-Dehaene II. Na de ontsnapping van Marc Dutroux op 24 april 1998 nam De Clerck samen met toenmalig minister van Binnenlandse Zaken Johan Vande Lanotte ontslag. Hij nam vervolgens zijn parlementair mandaat opnieuw op en werd na de verkiezingen van juni 1999 even fractievoorzitter voor de CVP in de Kamer.
In oktober 1999 werd De Clerck verkozen tot voorzitter van de toenmalige CVP in navolging van Marc Van Peel. Onder zijn voorzitterschap veranderde de partij in september 2001 van naam en ging ze voortaan CD&V heten. Toen CD&V in mei 2003 de federale verkiezingen verloor, ruimde De Clerck eind juni dat jaar plaats voor Yves Leterme.
In juli 2001 had De Clerck ontslag genomen als Kamerlid om zich beter te kunnen wijden aan zijn functies van partijvoorzitter en burgemeester van Kortrijk. In mei 2003 werd hij verkozen in de Senaat, waar hij tot in juli 2004 bleef zetelen als rechtstreeks gekozen senator. Nadien was De Clerck van juli 2004 tot juni 2007 lid van het Vlaams Parlement. Bij de verkiezingen van juni 2007 werd hij opnieuw verkozen in de Kamer, waar hij van januari tot december 2008 quaestor was.
Op 30 december 2008, na de val van de regering Leterme door het Fortis-schandaal, werd De Clerck opnieuw minister van Justitie, dit keer in de regering-Van Rompuy. Hij verving Jo Vandeurzen op deze post. In de zomer van 2009 kwam hij onder vuur te liggen nadat 13 gevangenen ontsnapten op 2 weken tijd. De Clerck was geen minister meer in de regering-Di Rupo die op 6 december 2011 werd ingezworen. Hij keerde terug in de Kamer en als burgemeester. Hij bleef nog parlementslid tot in oktober 2013.
Bij de gemeenteraadsverkiezingen van oktober 2000 voerde De Clerck de CVP-lijst in Kortrijk aan. Begin 2001 werd hij burgemeester van de stad, hetgeen hij bleef tot eind 2012. In zijn periode als minister - tussen 30 december 2008 en 6 december 2011 - liet hij zich vervangen door Lieven Lybeer.
Op 14 oktober 2012 nam De Clerck opnieuw deel aan de gemeenteraadsverkiezingen. Hoewel CD&V 33 procent van de stemmen behaalde en De Clerck het meeste voorkeurstemmen had, werd de dag nadien bekendgemaakt dat Vincent Van Quickenborne van Open Vld met een stadscoalitie tussen Open Vld, N-VA en sp.a de burgemeesterssjerp overnam. Dit betekende het einde van 150 jaar katholieken en daarna christendemocraten in het bestuur van Kortrijk. Hij belandde vervolgens als gemeenteraadslid op de oppositiebanken.
In september 2013 werd hij door de regering-Di Rupo aangesteld als voorzitter van de raad van bestuur van Belgacom. Daarvoor moest hij ontslag nemen als Kamerlid. Door zijn vertrek uit de Kamer maakte hij aanspraak op een vertrekpremie van 270.000 euro. Het feit dat hij deze, ondanks zijn vrijwillig vertrek, toch wilde opnemen, zorgde voor kritiek in de media en de publieke opinie. Zelf verklaarde hij een groot deel hiervan te willen schenken aan sociale, culturele en wetenschappelijke projecten in de streek van Kortrijk. Uiteindelijk stemde het federale parlement een wet dat Kamerleden bij vrijwillig vertrek geen recht meer hebben op een vertrekpremie. Normaal gezien had De Clerck die functie mogen uitoefenen tot aan het bereiken van de leeftijdsgrens van 70 jaar voor bestuurders van Proximus, maar na het schrappen van die limiet eind 2021 kon hij langer aanblijven als voorzitter van de raad van bestuur en werd zijn termijn in februari 2022 verlengd. In 2025 werd het mandaat nogmaals verlengd, voor minstens een jaar.
In oktober 2018 kwam hij nogmaals op bij de gemeenteraadsverkiezingen. Zijn partij werd de grote verliezer in de stad, maar De Clerck raakte vanop de lijstduwersplaats verkozen en ging opnieuw in de gemeenteraad zetelen. Begin juli 2019 besloot hij ontslag te nemen als gemeenteraadslid, waardoor hij de actieve politiek verliet.
- Gemeinsame Normdatei: 137887493
- International Standard Name Identifier: 0000 0004 4144 3449
- Système universitaire de documentation: 053633458
- Virtual International Authority File: 86057798
- WorldCat: E39PBJcGjXrkTxg7dvQVhrMVmd